# Stefan Ficek
Stefan Ficek (ur. 30 marca 1904 w Zawoi, zm. wiosną 1940 w Katyniu) – inżynier, projektant architektoniczny, podporucznik pospolitego ruszenia saperów Wojska Polskiego, ofiara zbrodni katyńskiej.

## Życiorys
Urodził się jako syn Jana i Anny z Dyrezów. Ukończył cztery klasy w Gimnazjum św. Jacka w Krakowie, a w 1923 Wyższą Państwową Szkołę Przemysłową w Krakowie. Od lipca 1925 do maja 1926 odbył przeszkolenie w Szkole Podchorążych Rezerwy Saperów Kościuszkowskiego Obozu Szkolnego Saperów w Warszawie. Szkołę ukończył z oceną celującą i 1. lokatą na 46. podchorążych. 25 października 1930 Prezydent RP mianował go podporucznikiem ze starszeństwem z 1 stycznia 1930 i 3. lokatą w korpusie oficerów rezerwy inżynierii i saperów, a minister spraw wojskowych wcielił do 5 Batalionu Saperów. Dwukrotnie został powołany na ćwiczenia rezerwy: w 1929 do 5 Pułku Saperów, a dwa lata później do 5 Batalionu Saperów w Krakowie. W 1934 roku jako oficer pospolitego ruszenia pozostawał w ewidencji Powiatowej Komendy Uzupełnień Kraków Miasto. Posiadał przydział do Oficerskiej Kadry Okręgowej Nr V. Był wówczas „przewidziany do użycia w czasie wojny”
Uzyskał tytuł inżyniera. Był projektantem kościołów w diecezji krakowskiej. Projektował m.in. kaplicę pod wezwaniem św. Andrzeja Boboli w osiedlu Markowa na terenie Wełczy, osiedla Zawoi. Był współpracownikiem abp. Adama Sapiehy.
Był kawalerem, zamieszkiwał w Krakowie.
Po wybuchu II wojny światowej 1939, kampanii wrześniowej i agresji ZSRR na Polskę został aresztowany przez Sowietów i przewieziony do obozu w Kozielsku. Wiosną 1940 został przetransportowany do Katynia i rozstrzelany przez funkcjonariuszy Obwodowego Zarządu NKWD w Smoleńsku oraz pracowników NKWD przybyłych z Moskwy na mocy decyzji Biura Politycznego KC WKP(b) z 5 marca 1940. Został pochowany na terenie obecnego Polskiego Cmentarza Wojennego w Katyniu, gdzie w 1943 jego ciało zidentyfikowano podczas ekshumacji prowadzonych przez Niemców pod numerem 3740. Przy zwłokach Stefana Ficka zostały odnalezione dowód osobisty, prawo jazdy, karta szczepień, list, pocztówki, legitymacja sportowa.
5 października 2007 roku Minister Obrony Narodowej Aleksander Szczygło awansował go pośmiertnie do stopnia porucznika. Awans został ogłoszony 9 listopada 2007 roku w Warszawie, w trakcie uroczystości „Katyń Pamiętamy – Uczcijmy Pamięć Bohaterów”.